# Lydina immista
Lydina immista är en tvåvingeart som beskrevs av Henry Jonathan Reinhard 1955. Lydina immista ingår i släktet Lydina och familjen parasitflugor. Inga underarter finns listade i Catalogue of Life.